# 권지현 (시인)
권지현(1968~  )은 대한민국의 시인이다.
| 권지현 본명 권지현(시인) 출생 1968년 경상북도 봉화 국가 대한민국 등단 2010년 세계일보 신춘문예〈모른다고 하였다〉 상훈 농민신문 신춘문예(2006년) , 공무원문예대전 대상(2006년), 세계일보 신춘문예 (2010년) |

## 생애
2009년 국민대학교 대학원에서 논문『김수영 시 연구』로 박사 학위를 받았다. 2011년과 2012년 한국문화예술위원회에서 차세대 예술인력 집중육성지원금(AYAF 1기 및 2기)을 받았다.

## 수상
- 2006년 공무원문예대전에서 대상(대통령상)을 받았다.
- 2010년 시〈모른다고 하였다〉로 세계일보 신춘문예에 당선되었다.[1]

## 시집
- 2019년 《작은 발》(걷는사람)